# لويس شالمرز
لويس شالمرز (بالإنجليزية: Lewis Chalmers)‏ هو لاعب كرة قدم بريطاني، ولد في 4 فبراير 1986 في مانشستر في المملكة المتحدة. شارك مع منتخب إنجلترا لكرة القدم C ‏. أما مع النوادي، فقد لعب مع أكسفورد يونايتد وماكليسفيلد تاون ونادي أكرينغتون ستانلي ونادي ألترينتشام ونادي ألدرشوت تاون ونادي كرولي تاون.

## وصلات خارجية
- لويس شالمرز على موقع قاعدة بيانات كرة القدم.إي يو (الإنجليزية)
- لويس شالمرز على موقع Soccerbase.com (لاعب) (الإنجليزية)